# León, Argentina
León är en ort i Argentina.   Den ligger i provinsen Jujuy, i den norra delen av landet, 1 400 km nordväst om huvudstaden Buenos Aires. León ligger 1 608 meter över havet och antalet invånare är 431.
Terrängen runt León är kuperad åt sydost, men åt nordväst är den bergig. León ligger nere i en dal. Runt León är det ganska tätbefolkat, med 134 invånare per kvadratkilometer.. Närmaste större samhälle är Volcán, 14,6 km norr om León. 
I omgivningarna runt León växer i huvudsak lövfällande lövskog.